# 維克托·費奧多羅維奇·平丘克
維克托·費奧多羅維奇·平丘克（1951年6月22日—），白俄罗斯政治人物、教授。白俄罗斯共和国荣誉农业工作者，生物科学候选人。莫吉廖夫荣誉市民。